# أويب (اسم)
أُوَيْب هو اسم علم مذكر من أصل عربي، ومعناه هو الراجع والراجع عن ذنبه والتائب.